# Dactylorhiza praetermissa
Dactylorhiza praetermissa là một loài thực vật có hoa trong họ Lan. Loài này được (Druce) Soó mô tả khoa học đầu tiên năm 1962.

## Hình ảnh

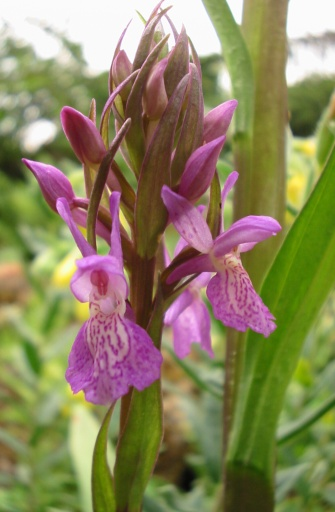
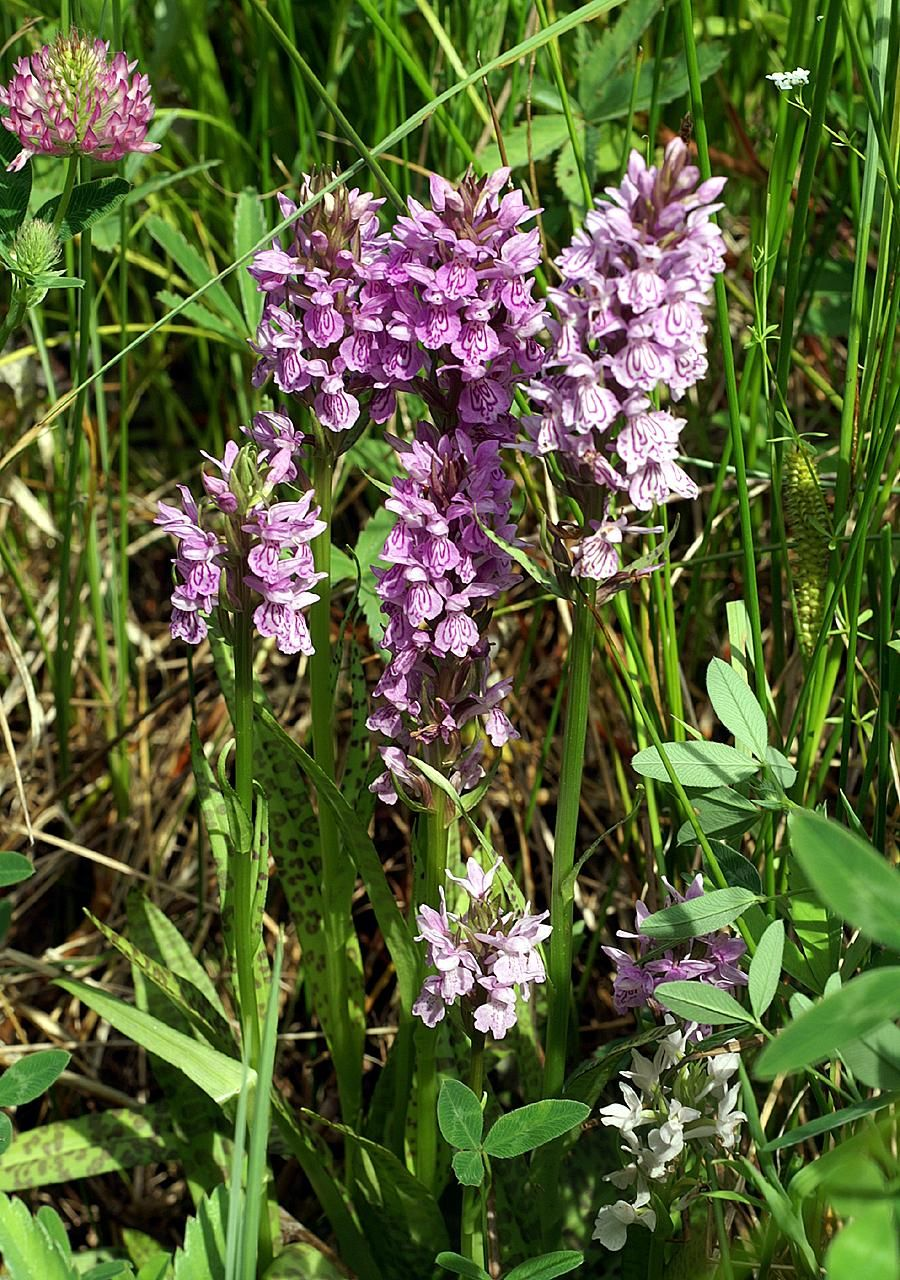
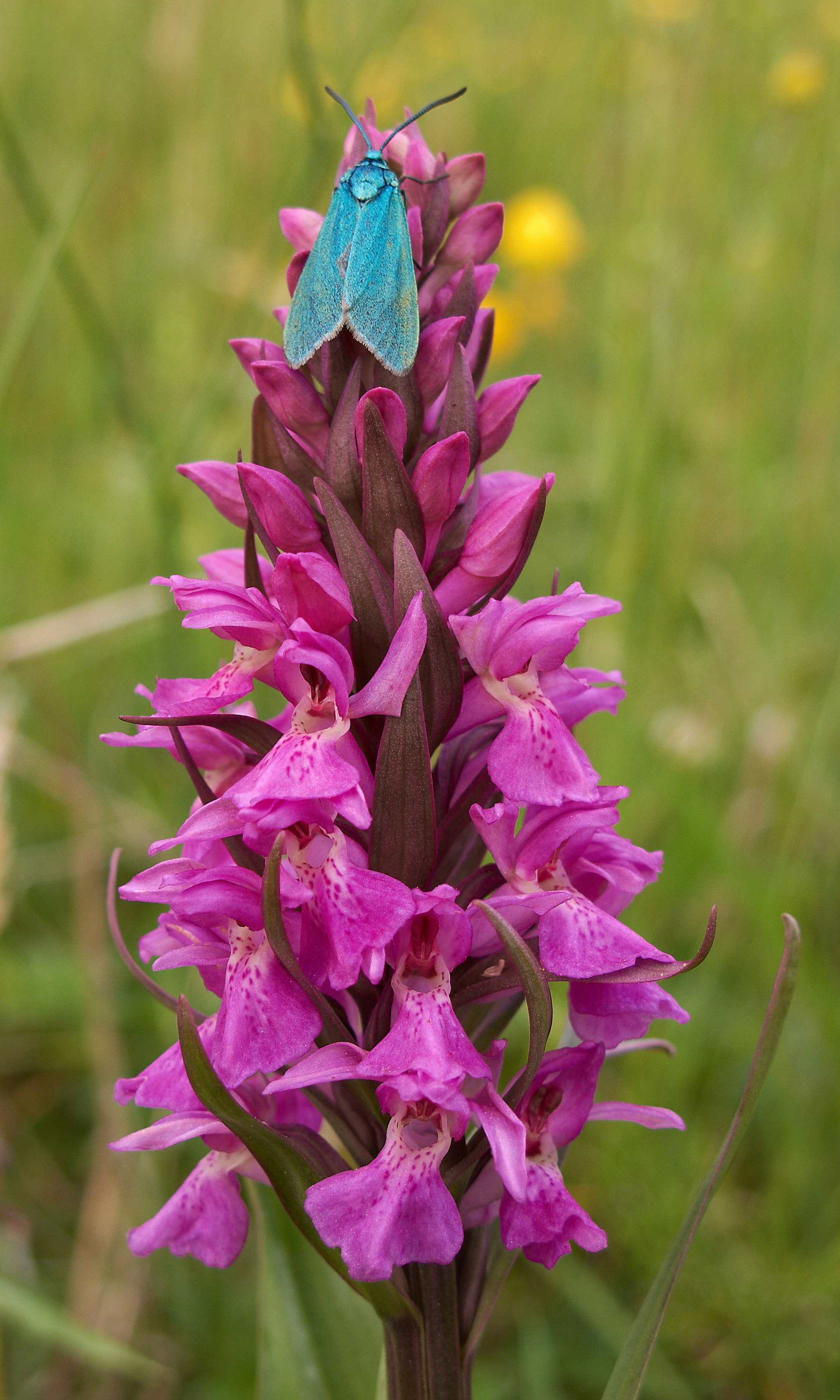
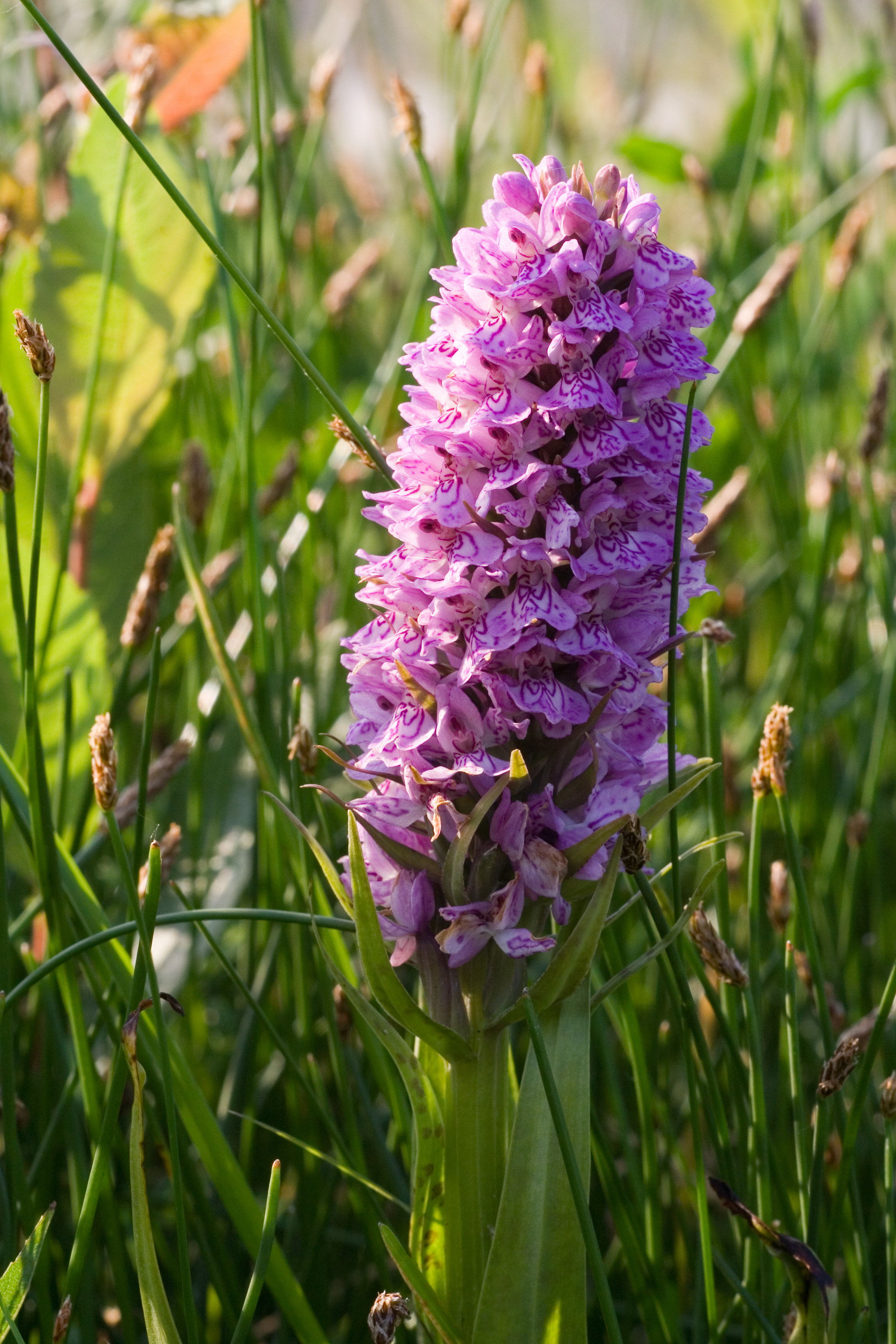